# 广南天料木
广南天料木（学名：Homalium paniculiflorum）为大风子科天料木属下的一个种。